# Rocinela leptopus
Rocinela leptopus là một loài chân đều trong họ Aegidae. Loài này được Bruce miêu tả khoa học năm 2009.